# دوغ آدامز (لاعب كرة قدم أمريكية)
دوغ آدامز (بالإنجليزية: Doug Adams)‏ هو لاعب كرة قدم أمريكية أمريكي، ولد في 3 نوفمبر 1949 في زينيا في الولايات المتحدة، وتوفي في 9 أغسطس 1997.

## وصلات خارجية
- دوغ آدامز على موقع مرجع كرة القدم المحترفة.كوم (الإنجليزية)
- دوغ آدامز على موقع JustSportsStats.com (الإنجليزية)